# Nanotecnologia nella fantascienza
La nanotecnologia e il suo uso nella fantascienza ha attratto l'attenzione degli studiosi.
Il primo utilizzo dei concetti distintivi di nanotecnologia è stato in "There's Plenty of Room at the Bottom", una conferenza tenuta dal fisico Richard Feynman nel 1959. Il libro di Kim Eric Drexler del 1987, Engines of Creation, ha introdotto il vasto pubblico al concetto di nanotecnologia. Da allora, la nanotecnologia è stata usata di frequente in una diversificata serie di fiction di fantascienza, spesso agendo come una giustificazione per cose insolite o esagerate modellate nella forma di fiction speculativa.

## Esempi notevoli
Nel 1881 lo scrittore russo Nikolaj Leskov scrisse il libro sui Levsha,  gli artigiani russi che scrivevano il testo che poteva essere visto solo attraverso un microscopio che ingrandisce 5.000.000 volte. Tali microscopi sono utilizzati adesso in nanotecnologia.
Nel 1956, il racconto I prossimi inquilini (The Next Tenants) di Arthur C. Clarke descrive piccole macchine che operano su scala micrometrica (milionesimi di metro). Nonostante queste macchine non siano tecnicamente nanometriche (miliardesimi di metro), sono comunque il primo esempio immaginario di concetti adesso associati alle nanotecnologie. Il racconto di Robert Silverberg del 1969, "Com'era quando il passato volò via" (How It Was when the Past Went Away) descrive la nanotecnologia usata per la costruzione di altoparlanti stereo, con un migliaio di altoparlanti per pollice..
Il romanzo di Michael Crichton Preda, è stato uno dei primi libri il cui tema gira principalmente attorno alla nanotecnologia per raggiungere un pubblico tradizionale; è una storia di avvertimento per quanto concerne i possibili rischi di uno sviluppo nanotecnologico. In Prey, uno sciame di molecole di dimensioni nanorobotiche sviluppa l'intelligenza diventando una minaccia su larga scala.
Anche il romanzo di Robert Ludlum La vendetta di Lazzaro (The Lazarus Vendetta) si focalizza intorno alla nanotecnologia, principalmente nella sua capacità di curare il cancro.
Nell'universo di Star Trek, da Star Trek: The Next Generation in poi, la tecnologia delle nanomacchine autoreplicanti (dette "naniti") è utilizzata in modo estensivo per numerose applicazioni, a partire dalla medicina. Alcuni degli episodi della serie televisiva sono incentrati sui naniti, che in un caso, in seguito a un esperimento didattico di Wesley Crusher andato fuori controllo, diventano una nuova forma di vita senziente. I Borg, nemici della Federazione, a loro volta usano nanomacchine, dette nanosonde, per assimilare forzatamente gli individui catturati nel proprio Collettivo.
La nanotecnologia appare diverse volte nelle serie televisive Stargate SG-1 e Stargate Atlantis, sotto forma rispettivamente di replicanti e Asuriani. In Stargate Atlantis un nanovirus terrorizza con visioni le sue vittime prima di ucciderle.
La serie il Sangue della Trinità (Trinity Blood) è caratterizzata da una nanomacchina aliena trovata su Marte, la quale è presente nel corpo del protagonista Abel Nighroad. Queste nanomacchine sono conosciute come nanomacchine di Krusnik e si nutrono di cellule di vampiri.
La nuova serie di Knight Rider e il film televisivo integrano nanotecnologie nelle "Tremila industrie del Cavaliere" (KITT, Knight Industries Three Thousand), permettendo così di cambiare il colore e anche la forma, oltre a fornire funzioni come l'auto-rigenerazione.
Nella trama delle ultime tre serie televisive Red Dwarf (Nana Rossa) i nanorobot giocano un ruolo importante, essendo nanotecnologie create come sistema di auto-riparazione per androidi, come Kryten, in quanto possono anche cambiare qualsiasi cosa in qualunque altra cosa. I nanorobot di Kryten crescono annoiati dalle loro mansioni e prendono il controllo della nave Red Dwarf, mentre l'equipaggio cerca il modo di riconquistarla a bordo della piccola navetta Starbug. Alla fine la nave a cui danno la caccia si dimostra essere in realtà una Red Dwarf più piccola costruita dai nanorobot (che elusi i loro scanner salgono a bordo della Starbug), mentre il resto è creato in un pianeta. Una volta scoperto questo e trovati i nanorobot, l'equipaggio li costringe a ricostruire la Red Dwarf(così come il braccio mancante di Dave Lister). Alla fine i nanorobot costruiscono una Red Dwarf più grande sulla base dei piani originali, resuscitando anche il suo equipaggio al completo, distrutto nel primo episodio, fornendo così la trama per l'ultima serie.
La serie di videogiochi Metal Gear Solid è stata notevole nell'usare il tema della nanotecnologia. Il primo della serie delinea un'arma simile a virus, nota come FOXDIE, creata attraverso proteine ingegnerizzate, che ha la capacità di bersagliare soltanto alcuni individui dotati di uno specifico codice genetico. Il Protagonista di Metal Gear Solid 2 si distingueva per il sangue artificiale infuso tramite nanomacchine, che serviva per chiudere ferite e per altre funzioni. Il tema di Metal Gear Solid 4 gira quasi esclusivamente intorno alla nanotecnologia, con i Figli dei Patrioti, una rete di nanomacchine e intelligenza artificiale che regolano, perfezionano e controllano le azioni di ogni combattente legittimo in tutto il mondo. L'antagonista della serie, Liquid Ocelot, desidera ottenere il controllo del sistema per sé stesso. In Red Faction, Capek utilizza la nanotecnologia su Marte per il sorvegliare i minatori. In Red Faction Guerilla, un'arma chiamata nano fucile poteva essere utilizzata per distruggere le strutture umane e disintegrare la carne umana.
La nanotecnologia inoltre è stata descritta nell'ambito del videogioco Crysis. Il suo protagonista,  Nomad, indossa un "vestito nanotecnologico", che gli permette di diventare invisibile e compiere una pletora di prodezze.
Le nanotecnologia caratterizza anche la serie di videogiochi Ratchet & Clank (sviluppata da Insomniac Games), nella forma di un sistema sanitario, inventato dalla 'Gadgetron', una società che tratta armi. La nanotecnologia può essere aggiornata tramite l'acquisto nel primo gioco o sconfiggendo i nemici nel resto della serie.
In Marvel Ultimate Alliance 2, Reed Richards crea naniti che hanno lo scopo di controllare le menti di supercriminali. Tuttavia, i naniti evolvono in una mente collettiva chiamata Fold, utilizzato come principale antagonista per il gioco.
Nella serie manga Alita l'angelo della battaglia: ultimo ordine, la nanotecnologia è riferita in modo abbondante e il suo utilizzo è fortemente limitato per la perdita di Mercurio come potenziale colonia planetaria, a causa di una catastrofe provocata dal grey goo. Il pericolo e il controllo diventa una delle principali linee guida nella trama della storia.
Nel 2008 il film Ultimatum alla Terra, il robot alieno chiamato "GORT" disintegra uno sciame di nanorobot auto-replicanti a forma di insetto che ricoprono la Terra distruggendo ogni forma di vita e le strutture artificiali divorarndole apparentemente in pochi secondi.
Nel film del 2009 G.I. Joe - La nascita dei Cobra, la trama principale è quella di salvare il mondo da una testata contenente mortali nanorobot chiamati "Nanomiti" che se fatta esplodere sulla città avrebbe potuta divorarla in un paio d'ore. I Nanomiti appaiono anche nella trama reintegrata di Devil's Due GI Joe.
Nanouomini. Possibilità assolute (Nanomen - Absolute Possibilities) è un libro scritto da Matteo Watters il quale esplora le biotecnologie sulle cellule germinali per creare uomini miniaturizzati chiamati "nanouomini" (Nanomen). Il secondo libro della serie, "Nanouomini - frontiera desolata" (Nanomen - Desolate Frontier) parla di nanouomini che esplorano il sistema solare.
Nel videogioco Deus Ex, la nanotecnologia è una parte estremamente importante sia per quanto concerne la trama sia per il gioco. Si viene a descrivere come la tecnologia diventi molto pericolosa quando finisce in mani sbagliate, fornendo al protagonista anche una serie di poteri e capacità speciali (personalizzabili a piacere dal giocatore).
Nella serie di videogiochi Mortal Kombat il personaggio di Smoke (Fumo) è composto di nanorobot che gli conferiscono l'apparenza di esser costituito di fumo.
Nel gioco di ruolo cyberpunk 2020, la tecnologia biologica e nanorobot sono ampiamente usati per aumentare le prestazioni umane (es. chip di volo impiantato nel cervello per avere abilità di pilota) e nanorobot usati soprattutto in medicina per curare e ricostruire quasi tutto.
Nella serie televisiva Fringe (episodio 4x21 " il coraggio di un nuovo mondo prima parte") sono dei naniti a causare la morte di alcune persone. I nano robot, infatti, immagazzinavano sufficiente energia dal movimento delle vittime da innescare un processo simile alla combustione spontanea.
Nel videogioco 4X del 2016 Stellaris, il DLC "Distant Stars" aggiunge l' "L-Cluster", un gruppo di stelle distante dalla galassia principale e accessibile solo da portali soprannominati "L-Gates". Qui si trova una risorsa denominata "Naniti", nanorobot utili a vari scopi che possono essere estratti dai pianeti locali. Inoltre le catene di eventi che si attivano una volta entrati nel Cluster hanno a che fare con i Naniti che assumono comportamenti anomali o persino pericolosi.